# Cristián Arriagada
Cristián Arriagada (Punta Arenas, Región de Magallanes,15 de marzo de 1981) es un actor chileno.
Arriagada debutó en la telenovela de Canal 13 Buen partido, pero se hizo conocido por su rol protagónico en la telenovela juvenil 16 y su secuela, 17. Tras ellas ha participado en diversos roles en las telenovelas producidas por TVN como Floribella e Hijos del Monte. En 2012 protagonizó junto a Paz Bascuñán la exitosa comedia Soltera otra vez de Canal 13.

## Biografía

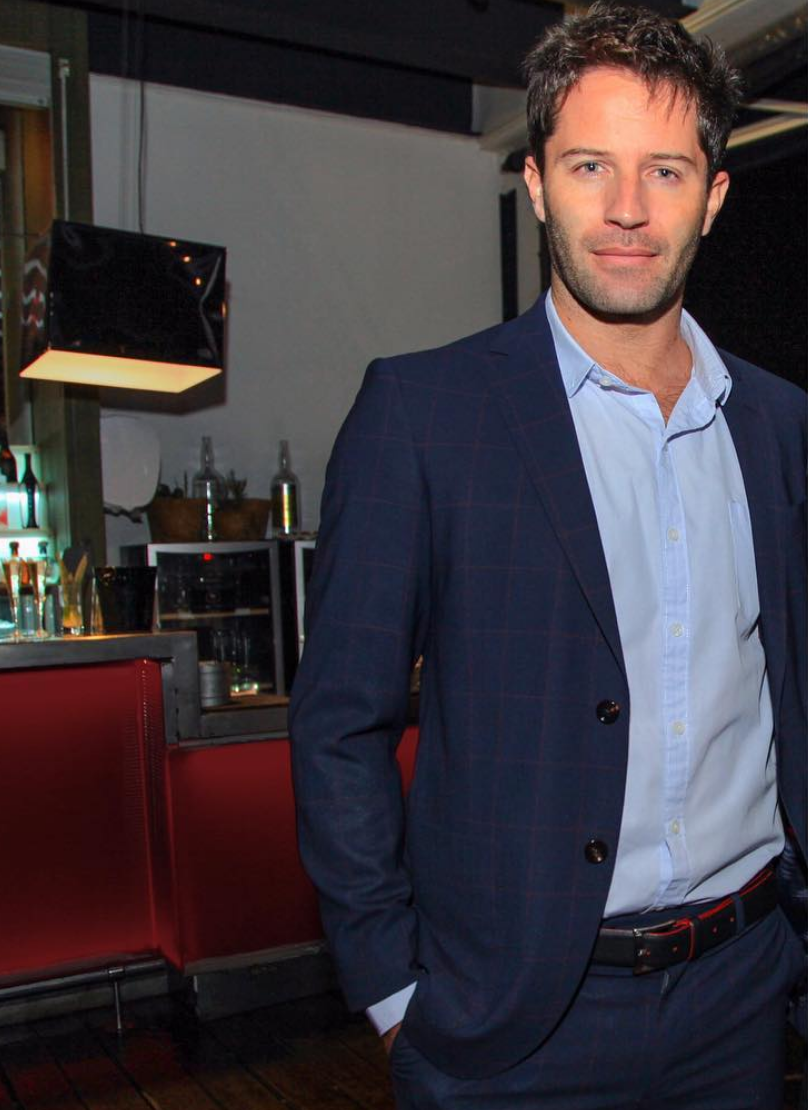
Cristian Arriagada

Cristián es el hijo mayor de su familia y tiene dos hermanas (Claudia y Bárbara). Este descendiente de croata por parte materna (Bižaca Dollenz) estudió en el Colegio Miguel de Cervantes (Punta Arenas), New Little College, y luego en el Liceo José Victorino Lastarria. Ingresó a la UNIACC. Ambos fueron al casting de Canal 13, donde él queda y donde representa su primer papel principal como Martín Márquez, en la teleserie Buen partido de 2002. Por dicho rol, Arriagada ganó un premio APES al mejor actor revelación.
Arriagada es contactado por TVN en 2003 para protagonizar la primera telenovela juvenil de la estación, 16, interpretando a Ignacio "Nacho" Vargas. La telenovela se convierte en un éxito y Cristián Arriagada alcanza una alta popularidad.
Después de terminar las grabaciones, egresa de su carrera y se integra en la primera teleserie nocturna de la telenovela, llamada Ídolos, en donde toma el papel de Gabriel Figueroa, un médico recién egresado. Tras interpretar nuevamente el rol de Ignacio Vargas en 17, Arriagada se integra a trabajar en Versus, representando su primer rol antagónico como Octavio Cox.
Posteriormente, en 2006 tiene una pequeña participación en Amor en tiempo récord y Disparejas y luego el rol protagónico en Floribella, adaptación chilena de la teleserie argentina Floricienta, donde interpretó a Federico Fritzenwalden, quien se enamora de Florencia, representada por la actriz Mariana Derderián.
En 2007, Arriagada se integró como competidor de la segunda temporada de El baile en TVN, la versión nacional de Bailando con las estrellas, el cual ganó.
En 2010 Arriagada interpreta su segundo papel antagónico en La familia de al lado interpretando a gemelos, siendo uno de ellos el malvado de la historia de misterio.
En 2019 se integra al área dramática de Mega (Chile) siendo parte de la teleserie Verdades ocultas (telenovela)

## Filmografía
| Año  | Título     | Papel     | Ref.            |
| ---- | ---------- | --------- | --------------- |
| 2008 | ChilePuede | Comando 1 | Ricardo Larraín |

## Televisión
| Año       | Título                | Papel                             | Ref.  |
| --------- | --------------------- | --------------------------------- | ----- |
| 2002      | Buen partido          | Martín Márquez                    |       |
| 2003      | 16                    | Ignacio Vargas                    | [ 2 ] |
| 2004      | 17                    | Ignacio Vargas                    |       |
| 2004      | Ídolos                | Gabriel Figueroa                  |       |
| 2005      | Versus                | Octavio Cox                       |       |
| 2006      | Floribella            | Federico Fritzenwalden            | [ 3 ] |
| 2007      | Amor por accidente    | Álex Amenábar                     |       |
| 2008      | Hijos del Monte       | Pedro Del Monte                   | [ 4 ] |
| 2009      | Los ángeles de Estela | Emilio Palacios                   | [ 5 ] |
| 2010      | La familia de al lado | Hugo Acosta / Leonardo Acosta     | [ 6 ] |
| 2011      | Soltera otra vez      | Rodrigo González                  | [ 7 ] |
| 2012      | Las Vegas             | Pedro Vargas                      |       |
| 2013      | Soltera otra vez 2    | Rodrigo González                  |       |
| 2014      | Valió la pena         | Gastón Rodríguez                  |       |
| 2016      | Preciosas             | Darío Mardones                    |       |
| 2017      | Soltera otra vez 3    | Rodrigo González                  |       |
| 2018      | Gemelas               | Renzo Martínez                    | [ 8 ] |
| 2019-2022 | Verdades ocultas      | Diego Castillo / Gaspar Inostroza |       |
| 2023      | Dime con quién andas  | Ramón Mateluna                    | [ 9 ] |

| Año  | Título                 | Papel                    | Ref. |
| ---- | ---------------------- | ------------------------ | ---- |
| 2003 | La vida es una lotería | Mauricio Arenas / Camilo |      |
| 2013 | El hombre de tu vida   | Alex                     |      |

## Teatro
- El método Grönholm
- Movimiento rápido del ojo
- El diario de un asesor presidencial
- El alma buena de Szechwan
- La ópera de tres centavos
- Actuando a la Víctima
- Duros
- Quien es Chile
- Piaf
- "Sirena, al ritmo del mar"

## Videoclips
- Francisco González - Óvalo II